# The One I Gave My Heart to
The One I Gave My Heart To è singolo della cantante statunitense Aaliyah, pubblicato il 25 agosto 1997 come quinto estratto dal secondo album in studio One In a Million. Il singolo ha raggiunto la Top10 negli Stati Uniti sia nella Billboard Hot 100 che nella Billboard Hot R&B/Hip-Hop Singles & Tracks, venendo certificata disco d'oro.

## Video
Il video della canzone, diretto da Darren Grant, vede la cantante protagonista di tre diversi scenari. Nel primo Aaliyah si aggira in una grande casa completamente vuota e rivestita interamente di legno, con acqua o foglie secche che escano dalle porte di alcune stanze (dettaglio mirato a sottolineare la sofferenza del testo della canzone); arrivata in una sala della casa dove si trova uno specchio appoggiato a terra, la cantante si inchina e vi guarda dentro, dove appare l'immagine della seconda scena. In questa seconda ambientazione Aaliyah ha un look meno neutro rispetto a prima e più curato, con trucco vistoso, lunga giacca di pelle nera lucida e il tipico abbigliamento hip hop dell'artista indossato nella seconda metà degli anni '90; qui la cantante si trova sdraiata su una panchina contro un muro erboso. Nell'ultima scena l'artista ha una tuta larga bianca e canta l'ultimo ritornello del brano in un viale alberato sotto una pioggia fittissima (altro rimando al testo).
La versione del brano usata nel video non è quella originale presente nell'album (prodotta da Daryl Simmons), ma è quella del radio remix curato da Guy Roche. Questa versione è più breve rispetto alla precedente, e non si apre con uno strumentale, bensì con la voce dell'artista in un a cappella.

## Ricezione
Il singolo ha debuttato nella Hot 100 ad un impressionante numero 24 il 4 ottobre 1997 e al numero 18 nella classifica R&B. In poche settimane è riuscito ad entrare in top20 nella Hot 100 arrivando fino alla posizione numero 9, diventando così il terzo singolo della cantante ad entrare in top10 e il quarto ad entrare in top20. Nella classifica R&B è arrivato fino al numero 8, nonostante la sonorità decisamente pop, grazie soprattutto alle vendite alte (il singolo infatti si è fermato al numero 20 nelle classifiche R&B Airplay, dedicate esclusivamente ai passaggi in radio). Il 21 ottobre il singolo aveva già ottenuto la certificazione d'oro dalla RIAA; in Usa è il singolo di maggior successo tratto da One In A Million, fatto straordinario se si considera che si tratta del sesto e ultimo singolo pubblicato dal disco.
All'estero invece il singolo ha avuto meno successo degli altri estratti da One In A Million: è entrato in varie top40, tra cui quelle di Regno Unito e Nuova Zelanda, ma senza mai raggiungere posizioni alte o vendite elevate.

## Classifiche
| Classifica (1997/1998)                 | Posizione |
| -------------------------------------- | --------- |
| Paesi Bassi                            | 74        |
| Nuova Zelanda                          | 28        |
| Regno Unito                            | 30        |
| U.S. Billboard Hot 100                 | 9         |
| U.S. Billboard Hot Dance Club Play     | 18        |
| U.S. Billboard Hot Dance Singles Sales | 6         |
| U.S. Billboard Hot R&B/Hip-Hop Songs   | 8         |
| U.S. Billboard Rhythmic Top 40         | 8         |

## Tracce
Il singolo è stato pubblicato sia in Usa che in Europa come doppio cd singolo insieme a Hot like Fire; il 14 aprile 1998 è stata pubblicata un'edizione del pezzo insieme a One In A Million, contenente soltanto remix dance di entrambi i brani. Il B-side della prima edizione del singolo conteneva Death Of A Playa, canzone scritta da Aaliyah insieme a suo fratello Rashad. che esegue una strofa rap alla fine del brano. Questo pezzo, prodotto da Timbaland, era già comparso precedentemente nel B-side di 4 Page Letter, e in futuro sarebbe diventato un brano molto apprezzato tra i fan della cantante.
"The One I Gave My Heart To"/"Hot like Fire" Double A-Side CD Single (U.S./UK)
1. The One I Gave My Heart To (Radio edit)
2. Hot like Fire (Album version)
3. Hot like Fire (Timbaland's Groove Mix)
4. Hot like Fire (Feel My Horns Mix)
5. Hot like Fire (Main mix instrumental)
6. Death of a Playa (featuring Rashad)

"The One I Gave My Heart To"/"One in a Million" Double A-Side CD Single (U.S.)
1. "The One I Gave My Heart To" (Soul Solution Club Mix)
2. "The One I Gave My Heart To" (Soul Solution Dub)
3. "One in a Million" (Nitebreed Mongolidic Mix)
4. "One in a Million" (Geoffrey's House Mix)
5. "One in a Million" (Armand's Drum n' Bass Mix)
6. "One in a Million" (Wolf D Big Bass Mix)
7. "One in a Million" (Nitebreed Dub)